# Vlatko Lozanoski
Vlatko Lozanoski (Macedonisch: Влатко Лозаноски) (Kičevo, 27 juni 1985) is een zanger uit Noord-Macedonië.

## Overzicht
Vlatko Lozanoski raakte in 2007 bekend bij het grote publiek door zijn deelname aan Mak Dzvezdi, een Macedonische talentenjacht. Een jaar later won hij de prijs voor beste debutant op het MakFest, het grootste Macedonische muziekfestival. In 2009 nam hij deel aan de Macedonische preselectie voor het Eurovisiesongfestival. Met het nummer Blisku do mene eindigde hij op de vierde plaats. Een jaar later waagde hij opnieuw zijn kans. Met het nummer Letam kon tebe eindigde hij wederom op de vierde plaats.
In december 2012 werd Vlatko Lozanoski intern gekozen door de Macedonische nationale omroep om zijn land te vertegenwoordigen op het Eurovisiesongfestival 2013 in Malmö, Zweden, en dit in duet met 42 jaar oudere Esma Redžepova. Op 27 februari 2013 werd bekend dat zij het nummer Imperija zullen zingen. Dit nummer kreeg echter maar weinig positieve reacties in eigen land en werd daarom op het laatste moment vervangen door Pred da se razdeni. Op het Eurovisiesongfestival geraakte het lied niet voorbij de halve finale.